# Altenau
Altenau est un quartier de la ville universitaire et minière de Clausthal-Zellerfeld, dans l'arrondissement de Goslar, au sein du Land de Basse-Saxe, en Allemagne. L'ancienne ville minière est située dans les montagnes du Haut-Harz, à seulement douze kilomètres à l'est du Brocken, le plus haut sommet du massif et de toute l'Allemagne du Nord.

## Géographie

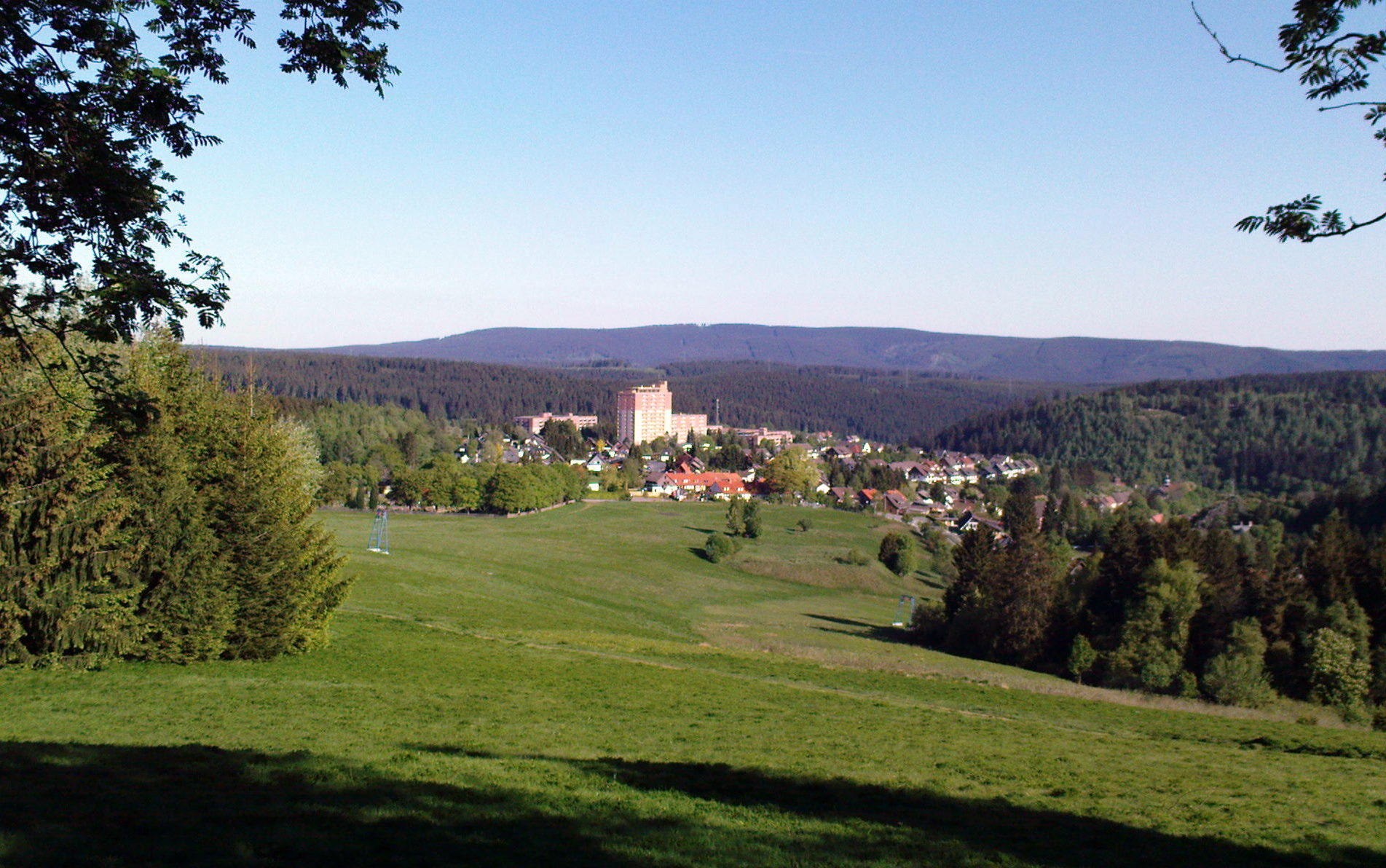
Vue sur la ville.

Le quartier est situé au centre du massif de Haut-Harz. Il se trouve à 10 kilomètres à l'est de Clausthal, à 15 kilomètres au sud de Goslar et à 25 kilomètres au nord-ouest d'Osterode am Harz. 
De nombreux emplacements offrent une vue sur le sommet du Brocken, à 12 kilomètres à l'est. Altenau est traversé par la rivière Oker qui prend sa source sur les pentes du Bruchberg au sud. Les gisements de minerais dans les environs d'Altenau étaient la ressource exploitée durant des centaines d'années de prospection minière.
Le territoire du quartier comprend également le hameau de Torfhaus, situé à 10 kilomètres à l'est sur la Bundesstraße 4, appartenant au parc national du Harz.

## Histoire
Altenau est à l'origine une modeste bourgade dont le développement est lié à l'exploitation des mines d'argent de la région. Les minerais sont exploités dès le Moyen Âge, ainsi que le prouvent plusieurs chartes dont la plus ancienne est datée de 1227. Pendant des siècles, le territoire faisait partie de la principauté de Grubenhagen, l'une des subdivisions du duché de Brunswick-Lunebourg. 
Les premiers colons atteignirent Altenau vers 1520 via un ancien ravin en direction du Sösetal. En 1525, les citoyens d'Altenau formèrent un club de tir. Une mine appelée Altenau est mentionnée en 1532 et fut exploitée jusqu'en 1542. La première colonie de la ville était sur Rothenberger Straße près des forges de l'époque et une deuxième cellule de colonie sur la partie supérieure d'Oberstraße, où à partir de 1540 l'exploitation minière a été réalisée sur les fosses du couloir du trésor. En 1561, le Trésor, les mines Güldene Schreibfeder et Rose étaient déjà en activité. À cette époque, 20 à 30 mineurs étaient employés avec leurs familles dans les mines d'Altenau. Un broyeur est mentionné en 1578. Vers 1580, Altenau était mentionnée comme une ville de montagne composée de 20 maisons avec environ 120 habitants et une fonderie. Une première église a été construite entre les deux colonies en 1588 sur une terrasse au-dessus de la boucle d'Oker.
Il faut néanmoins attendre 1617 pour qu'Altenau obtienne officiellement le titre de ville des mains du duc Christian de Brunswick-Lunebourg, confirmé par le duc Ernest-Auguste en 1680. À partir de 1692, Altenau appartenait à l'électorat de Hanovre. Le déclin de l'exploitation minière dans la seconde moitié du XVIIIe siècle impose à la municipalité de trouver de nouveaux débouchés.
Pendant les guerres napoléoniennes, de 1806 à 1813, Altenau était incorporée dans le département du Harz au sein du royaume de Westphalie. À partir de 1866, la ville appartenait à la province de Hanovre, une province du royaume de Prusse. Elle se tourne vers le tourisme dans le courant du XXe siècle. Mettant en avant la salubrité de son climat, la proximité des montagnes et de nombreuses forêts, Altenau devient une station climatique et développe ses infrastructures en vue d'accueillir curistes et touristes. Après la Seconde Guerre mondiale, elle faisait partie de la zone d'occupation britannique. 
Dans les années 1970, la ville se dote d'un nouveau complexe de loisirs, l’Aqua Polaris, incluant piscine à remous et patinoire.

## À voir

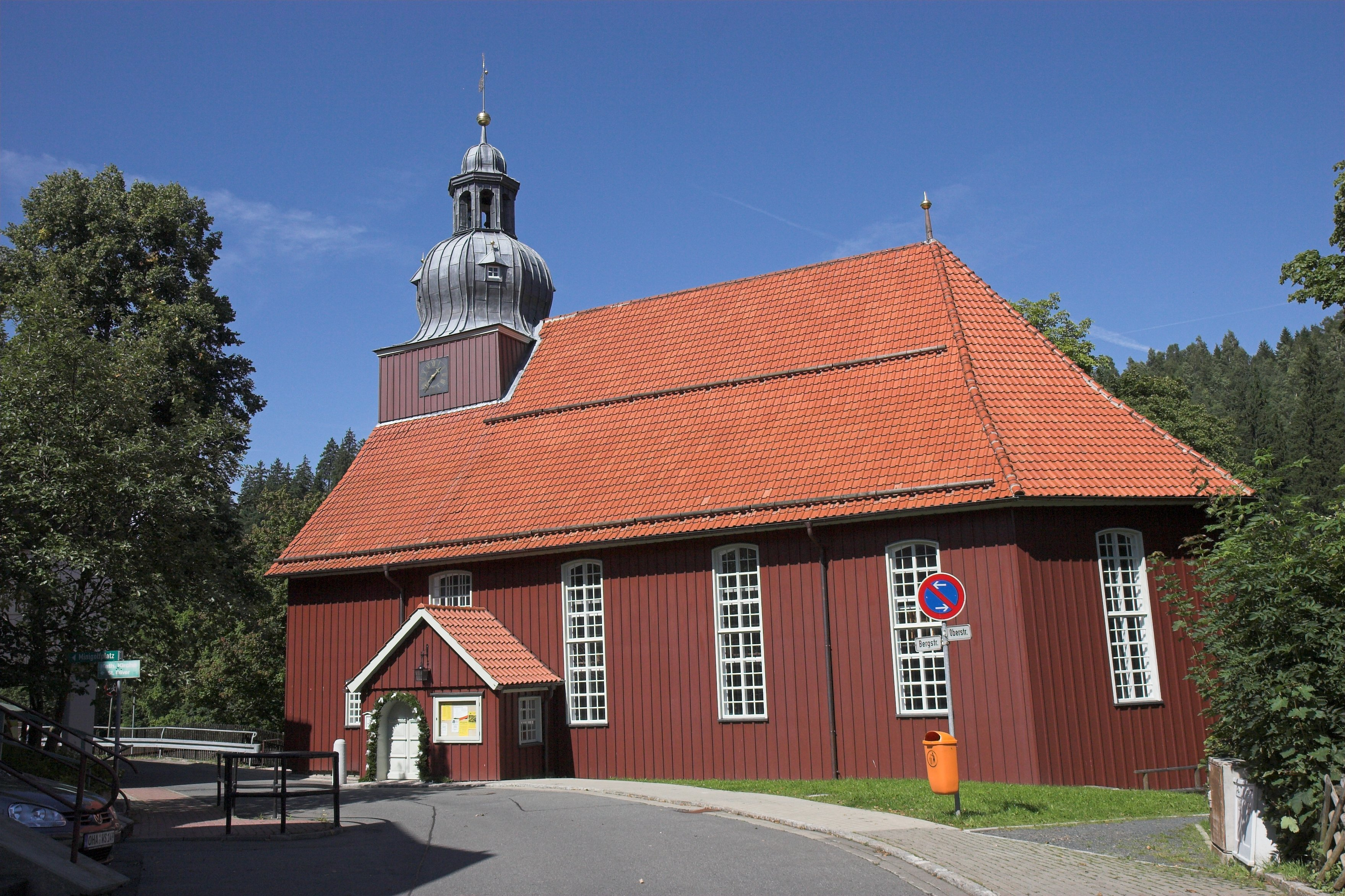
L'église Saint-Nicolas.

Parmi les monuments de la cité figurent notamment l'église Saint-Nicolas qui est la plus ancienne paroisse de la ville. Entièrement en bois, elle date du XVIIe siècle et est affectée au culte réformé. Une église catholique est construite en 1979 dans un style moderniste.
Dans le centre de l'agglomération subsistent par ailleurs de nombreuses maisons de mineurs en bois, dans un style caractéristique de la région.
En 2004, Altenau a inauguré un jardin botanique qui complète les infrastructures touristiques, thermales et sportives de la commune.

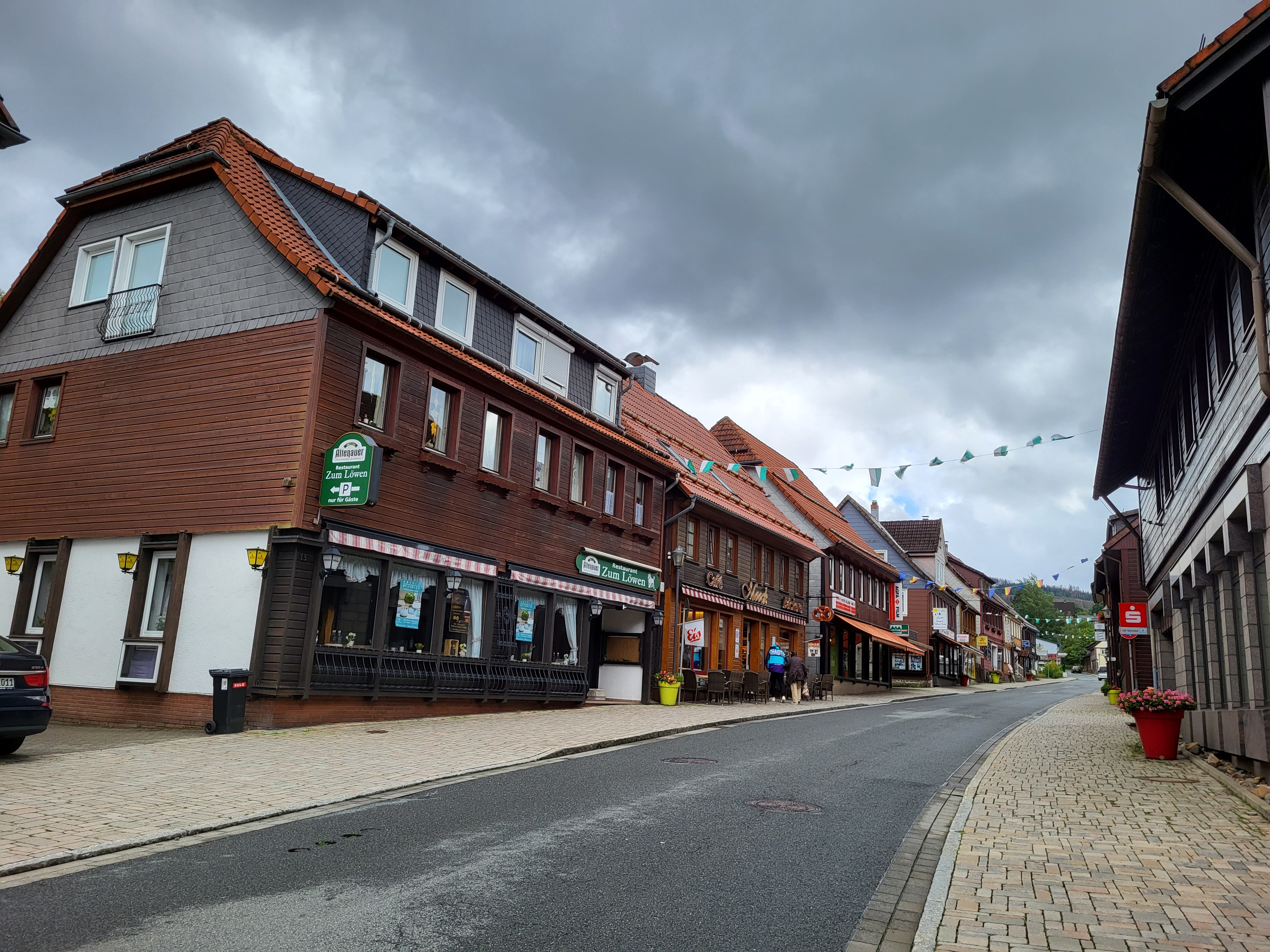

## Économie

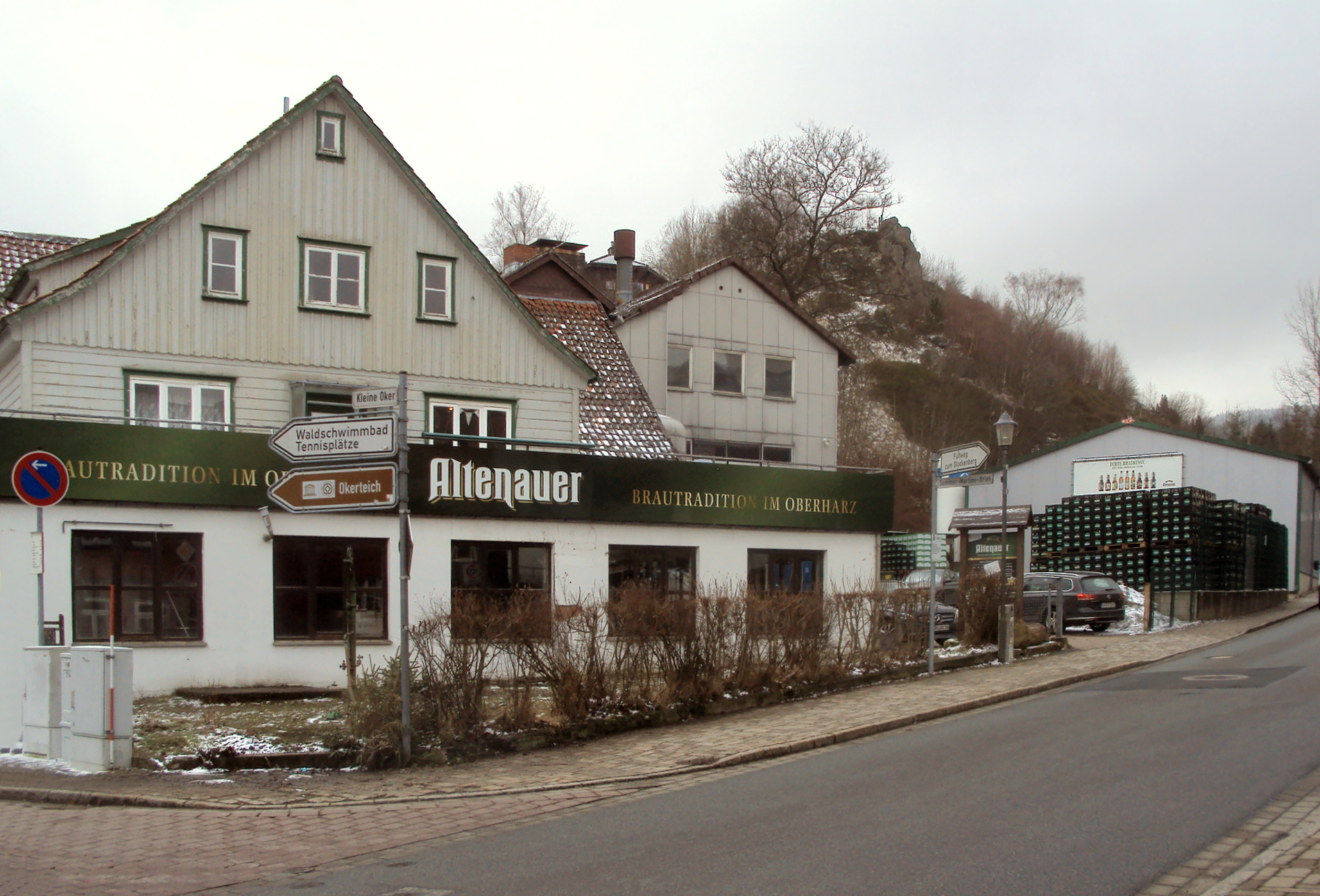

Altenau est une ville touristique. Au centre, il y a de nombreux hôtels, pensions et magasins.

## Personnalités
- Henning Calvör (1686-1766), théologien, érudit et enseignant, mort à Altenau.
- Wilhelm Knop (1817-1891), chimiste.
- Hermine Hartleben (1846-1919), enseignante.